# Jeong Da-bin
Jung Hye-sun (1980-2007), thường được biết đến với nghệ danh Jung Da-bin, là một nữ diễn viên Hàn Quốc được biết đến với các phim như Chị dâu 19 tuổi, Trò chơi tình yêu, Bão mùa hè.

## Tiểu sử
Jung Da Bin sinh ngày 4 tháng 3 năm 1980 là con cả trong gia đình có 1 trai 1 gái. Cô theo học trường tiểu học Chungwon, trường cấp hai nữ sinh Sungshin. Năm 1999, cô tốt nghiệp trung học nữ Bundang Youngduk.
Năm 1998, năm thứ 3 trung học, Jung Da Bin được chọn làm người mẫu cho tạp chí Ceci khi đang đứng trước một cửa hàng kem ở Apgujeong-dong, Seoul. Từ đó cô bước chân vào ngành công nghiệp giải trí.
Sau từ khi ra mắt với tư cách diễn viên, năm 2003, khoa Kịch nghệ và phim ảnh của Đại học Dongguk đã đặc cách cho Jung Da Bin theo học vì tài năng diễn xuất và cô nhập học chính thức năm 2004.

## Sự nghiệp
Năm 2000, cô tham gia bộ phim Huyền thoại Gingko của đạo diễn Park Je Hyun cùng nữ diễn viên kỳ cựu Choi Jin Sil. Trong phim, cô vào vai Choi Jin Sil thời niên thiếu, đây cũng là vai diễn đầu tiên của Jung Da Bin và mở đường cho cô đến với nghiệp điện ảnh.
Hai năm sau đó, Jung Da Bin tạo được sự chú ý qua vai hài trong sê-ri phim truyền hình NonStop phần 2, nhờ vai diễn vui nhộn này mà cô có lượng fan đông đảo và tiếp tục góp mặt trong phần ba của series phim truyền hình này.
Các bộ phim đáng chú ý trong sự nghiệp ngắn ngủi của Jung Da Bin gồm có Anh chàng đẹp trai (cùng nam diễn viên Song Seung Heon), Chị dâu 19 tuổi (cùng nam diễn viên Kim Jae Won), Bão táp mùa hè và Trò chơi tình yêu cùng nam diễn viên Kim Rae Won).
Đặc biệt, với bộ phim Trò chơi tình yêu, Jung Da Bin đã đoạt giải Nghệ sĩ xuất sắc nhất thể loại phim hài của đài MBC, giải Diễn viên triển vọng của đài MBC và giải Ngôi sao mới của đài MBC trong hai năm liên tiếp 2003 và 2004.

## Qua đời
Tối ngày 9 tháng 2 năm 2007, sau khi vào quán bar để uống rượu, Jung Da Bin được bạn trai là nam diễn viên Lee Kang-hee (이강희)  đưa về nhà do cô quá say, sáng hôm sau (10/2), Lee Kang-hee bất ngờ phát hiện cô đã treo cổ bằng khăn tắm trong phòng tắm tại nhà của mình. Jung hưởng dương 26 tuổi.
Ngày 22 tháng 5 năm 2011, 4 năm sau cái chết của nữ diễn viên, gia đình cô đã tổ chức đám cưới kết đôi cho linh hồn của Jung Da Bin với một người bạn của cô cũng không may qua đời sớm tại chùa Yongcheon ở Yangpyeong, Gyeonggi.
Jung Da Bin để lại thư nhắn trước khi qua đời.